# Belmont Shore
Belmont Shore es un área no incorporada ubicada en el condado de Los Ángeles en el estado estadounidense de California.

## Geografía
Belmont Shore se encuentra ubicada en las coordenadas 33°45′26″N 118°8′13″O / 33.75722, -118.13694.